# 藤原広嗣
藤原 広嗣（ふじわら の ひろつぐ）は、奈良時代の貴族。藤原式家の祖である参議・藤原宇合の長男。官位は従五位下・大宰少弐。

## 経歴
天平9年（737年）4月から8月にかけ、聖武朝前半の朝廷にて圧倒的権力を誇っていた藤原四兄弟が相次いで亡くなった後、9月に広嗣は従六位上から三階昇進し、従五位下に叙爵する。式部少輔を経て、天平10年（738年）4月からは大養徳守も兼任する。
しかし、同年12月に朝廷内で反藤原氏勢力が台頭した背景のもと、親族への誹謗を理由に、大宰少弐に左遷される。広嗣が謗った親族とは伯母の皇太夫人・藤原宮子で、宮子と玄昉の関係の謗議を通じて、玄昉を除くことを進言したものと想定される。これに対して、広嗣の挙兵が聖武天皇の東国行幸の原因と考えられていた従来の通説が否定され、東国行幸がそれ以前から計画されていたことが有力視されるようになったことを受けて、玄昉や吉備真備から唐の玄宗の新都構想を聞いた聖武天皇が遷都を前提とした行幸計画を行おうとしたのを諫めようとして、この計画を提案した玄昉らを除くことを進言したとする説も出されている。
天平12年（740年）8月に広嗣は「天地による災厄は（反藤原勢力の要である）右衛士督・吉備真備と僧正・玄昉に起因するもので、2人を追放すべき」との上奏文を朝廷に送るが、時の権力者である右大臣・橘諸兄はこれを謀反と受け取った。真備と玄昉の起用を進めたのは諸兄であり、疫病により被害を受けた民心安定策を批判する等、その内実は諸兄への批判である事は明白であった。聖武天皇はこれに対して広嗣の召喚の詔勅を出す。
広嗣は勅に従わず、9月に入ると弟・綱手と共に大宰府の手勢や隼人等を加えた1万余の兵力を率いて反乱を起こした。しかし大野東人を大将軍とする追討軍に敗走し、10月23日に肥前国松浦郡値嘉島長野村で捕らえられ、11月1日に綱手と共に肥前松浦郡にて斬刑に処された（藤原広嗣の乱）。この反乱によって多くの式家関係者が処分を受けている。
広嗣の怨霊を鎮めるため、唐津に広嗣を祀る鏡神社が創建された。新薬師寺の西隣に鎮座する南都鏡神社はその勧請を受けたものである。

## 官歴
『続日本紀』による。
- 時期不詳：従六位上
- 天平9年（737年） 9月28日：従五位下
- 時期不詳：式部少輔
- 天平10年（738年） 4月22日：大養徳守。12月4日：大宰少弐
- 天平12年（740年） 11月1日：斬刑

## 広嗣を題材にした作品
- 『朱盗』

司馬遼太郎による短編小説。『オール讀物』1960年5月号に発表。新潮文庫『果心居士の幻術』（ISBN 978-4101152233） に収録。反乱を夢想していた広嗣が、偶然から「扶余の穴蛙（あなかわず）」と名のる奇怪な百済人の男と出会い、俗世のことをまるで意に介さずに超然としているその生き方に不思議な興をかき立てられる。